# Großsteingrab Sierhagen 1
Das Großsteingrab Sierhagen ist eine megalithische Grabanlage der jungsteinzeitlichen Trichterbecherkultur bei Sierhagen, einem Ortsteil von Altenkrempe im Kreis Ostholstein in Schleswig-Holstein. Es trägt die Sprockhoff-Nummer 283.

## Lage
Das Grab befindet sich 1,3 km nördlich von Sierhagen auf einem Feld. 3,3 km südsüdwestlich liegt das Großsteingrab Sierhagen 2.

## Beschreibung
Die Anlage besitzt eine ovale Hügelschüttung. Die Grabkammer ist nord-südlich orientiert. Es handelt sich vermutlich um ein Ganggrab mit einer Länge von 7,5 m und einer Breite zwischen 2 m und 2,2 m. Es sind fünf Wandsteine an der westlichen und vier an der östlichen Langseite, ein Abschlussstein im Norden und zwei Abschlusssteine im Süden sowie alle fünf Decksteine erhalten. An der Ostseite fehlen ein oder zwei Wandsteine. Die Steine der Westseite und die beiden äußeren Steine der Ostseite stehen noch in situ. Die Abschlusssteine sind nach außen umgekippt. Die Decksteine liegen im Inneren der Kammer. Die beiden südlichen Decksteine und die beiden angrenzenden Wandsteine der Ostseite weisen mehrere Schälchen auf. Der ursprüngliche Zugang zur Kammer lag vermutlich an der Ostseite, seine genaue Position ist aber unbekannt.